# 아흐메드 모에인
아흐메드 모에인(1995년 10월 20일 ~ )은 카타르의 축구 선수이다. 포지션은 미드필더로 현재 카타르의 카타르 SC 소속이다.